# Счастливое число (lucky number)

Анимация выявления счастливых чисел. Числа в красных квадратах являются счастливыми числами

Счастли́вое число́ (англ. lucky number) в теории чисел  — натуральное число из множества, генерируемого «решетом», аналогичным решету Эратосфена, которое генерирует простые числа.
Процесс начинается с полного списка натуральных чисел:
```
1, 2, 3, 4, 5, 6, 7, 8, 9, 10, 11, 12, 13, 14, 15, 16, 17, 18, 19, 20, 21, 22, 23, 24, 25, 26, …
```

Каждое второе число (все чётные числа) исключается, остается только нечётные числа:
```
1,    3,    5,    7,    9,   11,   13,   15,   17,   19,   21,   23,   25,   
```

Второй член в этой последовательности — число 3. Каждое третье число, которое остаётся в списке, исключается:
```
1,    3,          7,    9,         13,   15,         19,   21,         25,
```

Теперь третье оставшееся число — 7, поэтому каждый седьмой номер, который остался, исключается:
```
1,    3,          7,    9,         13,   15,               21,         25,
```

Процедура постоянно повторяется; остающиеся числа — и есть счастливые числа:
1, 3, 7, 9, 13, 15, 21, 25, 31, 33, 37, 43, 49, 51, 63, 67, 69, 73, 75, 79, 87, 93, 99, 105, 111, 115, 127, 129, 133, 135, 141, 151, 159, 163, 169, 171, 189, 193, 195, 201, 205, 211, 219, 223, 231, 235, 237, 241, 259, 261, 267, 273, 283, 285, 289, 297, 303, 307, 319, 321, 327, 331, 339, 349, 357, 361, 367, 385, 391, 393, 399, 409, 415, 421, 427, 429, 433, 451, 463, 475, 477, 483, 487, 489, 495, 511, 517, 519, 529, 535, 537, 541, 553, 559, 577, 579, 583, 591, 601, 613, 615, 619, 621, 631, 639, 643, 645, 651, 655, 673, 679, 685, 693, 699, 717, 723, 727, 729, 735, 739, 741, 745, 769, 777, … (последовательность A000959 в OEIS).

## История
В 1955 году термин был предложен в работе Гардинера, Лазаруса, Метрополиса и Улама. Также они предложили назвать это решето решетом Иосифа Флавия из-за его схожести с задачей Иосифа Флавия.

## Свойства
Счастливые числа по многим свойствам близки к простым числам. Например, их асимптотическая плотность равна {\displaystyle {\dfrac {1}{\ln {n}}},} то есть совпадает с асимптотической плотностью простых чисел; счастливые числа-близнецы и простые числа-близнецы также появляются с близкой частотой. Пары счастливых чисел, отличающихся на 4, 6, 8 и т. д., появляются с частотой, близкой к частоте соответствующих пар простых чисел. На счастливые числа может быть распространена версия проблемы Гольдбаха. Существует бесконечное множество счастливых чисел. Из-за этих очевидных связей с простыми числами некоторые математики предположили, что эти свойства могут быть найдены в более широком классе множеств этих чисел, сгенерированных решетом неизвестного вида, хотя теоретические основания для этой гипотезы малы.

## Счастливые простые числа
Счастливое простое число — это счастливое число, которое является простым. Неизвестно, бесконечно ли множество счастливых простых чисел. Первые числа этой последовательности:
3, 7, 13, 31, 37, 43, 67, 73, 79, 127, 151, 163, 193, … (последовательность A031157 в OEIS).